# دوغالد كريستي
دوغالد كريستي هو ناشط حقوق الإنسان ومحامي كندي، ولد في 1941، وتوفي في 31 يوليو 2006.